# Warren Harding
Warren Gamaliel Harding (Marion, Ohio, 2 november 1865 – San Francisco, Californië, 2 augustus 1923) was een Amerikaans politicus van de Republikeinse Partij. Hij was de 29e president van de Verenigde Staten, van 1921 tot 1923.

## Uitgever
Warren G. Harding, ondernemer van beroep, was uitgever van de lokale krant The Marion Star in zijn woonplaats Marion in Ohio. Hij had die krant op zijn negentiende met twee vrienden voor 300 dollar gekocht. Harding kocht zijn vrienden uit en maakte van de noodlijdende krant een succes. In 1890 telde de krant 1.100 abonnees, in 1894 4.000. Daarnaast gaf Harding The Weekly Star uit, een meer uitgesproken politiek en republikeins weekblad. In 1912 lanceerde hij een nieuw weekblad, The Ohio Star met een oplage van 50.000 exemplaren. 
Harding schreef opiniestukken over uiteenlopende onderwerpen in zijn krant en weekblad. Hierin vertolkte hij vaak standpunten die tegengesteld waren aan zijn latere politieke programma. Zo was hij vroeg in zijn journalistieke carrière gekant tegen het opnemen van vrouwen in rechtbankjury's en praatte hij lynchpartijen goed. Hij was ook een tegenstander van vrijhandel.

## Politiek
In 1899 werd Harding verkozen in de Senaat van de staat Ohio voor de Republikeinse Partij. Hij trok al snel de aandacht door zijn redenaarstalent en werd veel gevraagd als spreker. Hij strooide kwistig met allitteraties. Zo wordt de term 'Founding Fathers' aan hem toegeschreven. Verder kreeg hij binnen zijn partij de reputatie van een pragmatist en een verzoener te zijn.
In 1904 werd hij de luitenant-gouverneur van Ohio onder gouverneur Myron Herrick. In 1914 werd hij met een ruime meerderheid gekozen als senator voor Ohio. Hij was intussen de populairste politicus van Ohio, een staat die eerder al veel Amerikaanse presidenten had geleverd. In 1916 werd hij genoemd als mogelijke republikeinse kandidaat voor de presidentsverkiezingen, maar hij zag af van een kandidatuur en hij steunde Charles Evans Hughes. In de senaat toonde hij zich een tegenstander van het Verdrag van Versailles dat was onderhandeld door president Wilson. Met andere senatoren maakte hij een tournee door Amerika om de toetreding van de Verenigde Staten tot de Volkenbond te kelderen.
Tijdens de Amerikaanse presidentsverkiezingen van 1920 was Harding de kandidaat namens de Republikeinse Partij. Vanwege de pandemie van de Spaanse griep voerde hij campagne grotendeels vanaf de veranda van zijn huis in Marion. Tussen juli en november 1920 kwamen tussen 600.000 en 1 miljoen mensen luisteren naar zijn toespraken daar. Zijn campagneslogan was 'Not nostrums, but normalcy' ("geen experimentele medicijnen, maar (terug naar) normaal"). Samen met running mate Calvin Coolidge versloeg hij de Democratische kandidaat James Middleton Cox en diens running mate Franklin Delano Roosevelt.

## Presidentschap
Harding was de eerste president die na de Eerste Wereldoorlog werd verkozen; hij werd geconfronteerd met grote vraagstukken: de grote staatsschuld, de gedaalde vraag naar Amerikaanse producten, massa-immigratie en de afbouw van het Amerikaanse leger. Harding was, net als zijn opvolger, een overtuigd Republikein, die vond dat de overheid zo min mogelijk moest ingrijpen in de economie. Ook was hij tegen buitenlandse inmenging, waaronder Amerikaanse deelname in de Volkerenbond.
Harding slaagde erin de economie te herstellen. De werkloosheid daalde van 13% bij zijn aantreden naar 2%. Ook de inflatie kwam onder controle. De overheidsuitgaven werden onder controle gebracht, mede door harde maatregelen zoals het tijdelijk stopzetten van steunpremies aan oorlogsveteranen. Hij startte een aanmoedigingsbeleid om de binnenlandse consumptie te doen aantrekken: er werden massaal auto's, radio's, koelkasten en nieuwe huizen gekocht. Harding tekende de Federal Aid Highway Act die de bouw voorzag van een landelijk wegennet en hij breidde het elektriciteitsnet sterk uit.
Onder Harding werd de Washington Naval Conference gehouden, waar onder meer een akkoord over de beperking van de tonnage van de vloten van de Verenigde Staten, Groot-Brittannië, Frankrijk, Italië en Japan werd afgesproken.
Zijn ambtsperiode werd berucht door de zware corruptie die tot in de hoogste regeringskringen heerste (onder andere het Teapot Dome-schandaal waarvoor minister van Binnenlandse Zaken Albert Fall moest aftreden).
Van bij aanvang van zijn presidentschap zette Harding zich in voor meer rechten voor zwarte Amerikanen. Hij steunde een wet die lynchen verbood en hij hield in Birmingham (Alabama) een opmerkelijke toespraak waarin hij volwaardig burgerschap voor zwarte Amerikanen bepleitte, echter zonder concrete maatregelen voor te stellen.
Hij tekende op 21 september 1922 een gemeenschappelijke resolutie van beide huizen van het Amerikaans Congres (House Resolution 360) die uitdrukking gaf aan hun goedkeuring van het Britse mandaat m.b.t. Palestina en de bedoeling om daar een joods thuisland (homeland) in te vestigen, waarin godsdienstvrijheid zou heersen. De Arabische (Palestijnse) inwoners konden kiezen joods gezag te aanvaarden en te blijven of zich elders in Arabisch gebied te vestigen. Harding benoemde enkele joden in zijn adviesraad. In de resolutie staat o.a.: Het land dat we kennen als Palestina, werd vanaf het begin van de geschiedenis tot de Romeinse tijd door de Joden bevolkt. Het is het voorouderlijke thuisland van het Joodse volk.
Harding werd tijdens een tour door Alaska ziek en de reis werd afgebroken. Hij reisde door naar San Francisco waar hij al snel last kreeg van luchtwegklachten. Waarschijnlijk liep hij een longontsteking op. Hoewel hij leek te herstellen overleed hij plotseling op 2 augustus 1923 op 57-jarige leeftijd. Historici twijfelen over de exacte doodsoorzaak, hartfalen of een beroerte worden gezien als de meest voor de hand liggende. Op de route van de presidentiële lijkkist van San Francisco naar de Oostkust stonden naar schatting negen miljoen Amerikanen langs de sporen. Een miljoen Amerikanen droegen geld bij voor de bouw van een mausoleum voor Harding in Marion.
Harding werd opgevolgd door zijn vicepresident Calvin Coolidge.

## Kabinetsleden onder Harding
| Kabinetsleden          | Ministerie         | Periode     | Bijzonderheden                                                                             |
| ---------------------- | ------------------ | ----------- | ------------------------------------------------------------------------------------------ |
| Charles Evans Hughes   | Buitenlandse Zaken | 1921 - 1923 | Idem onder Coolidge                                                                        |
| Albert Fall            | Binnenlandse Zaken | 1921 - 1923 |                                                                                            |
| John Weeks             | Oorlog             | 1921 - 1923 | Idem onder Coolidge                                                                        |
| Herbert Hoover         | Economische Zaken  | 1921 - 1923 | Idem onder Coolidge, 31e president van de VS                                               |
| Andrew Mellon          | Financiën          | 1921 - 1923 | Idem onder Coolidge                                                                        |
| Harry Dougherty        | Justitie           | 1921 - 1923 | Idem onder Coolidge                                                                        |
| Henry Cantwell Wallace | Landbouw           | 1921 - 1923 | Idem onder Coolidge Vader van Henry Wallace, Vicepresident + Minister onder F.D. Roosevelt |
| Edwin Denby            | Marine             | 1921 - 1923 | Idem onder Coolidge                                                                        |
| Will Hays              | Posterijen         | 1921 - 1922 |                                                                                            |
| James John Davis       | Arbeid             | 1921 - 1923 | Idem onder Coolidge + Hoover                                                               |
| Hubert Work            | Posterijen         | 1922 - 1923 | Idem onder Coolidge                                                                        |
|                        | Binnenlandse Zaken | 1923        |                                                                                            |
| Harry New              | Posterijen         | 1923        | Idem onder Coolidge                                                                        |

## Privéleven

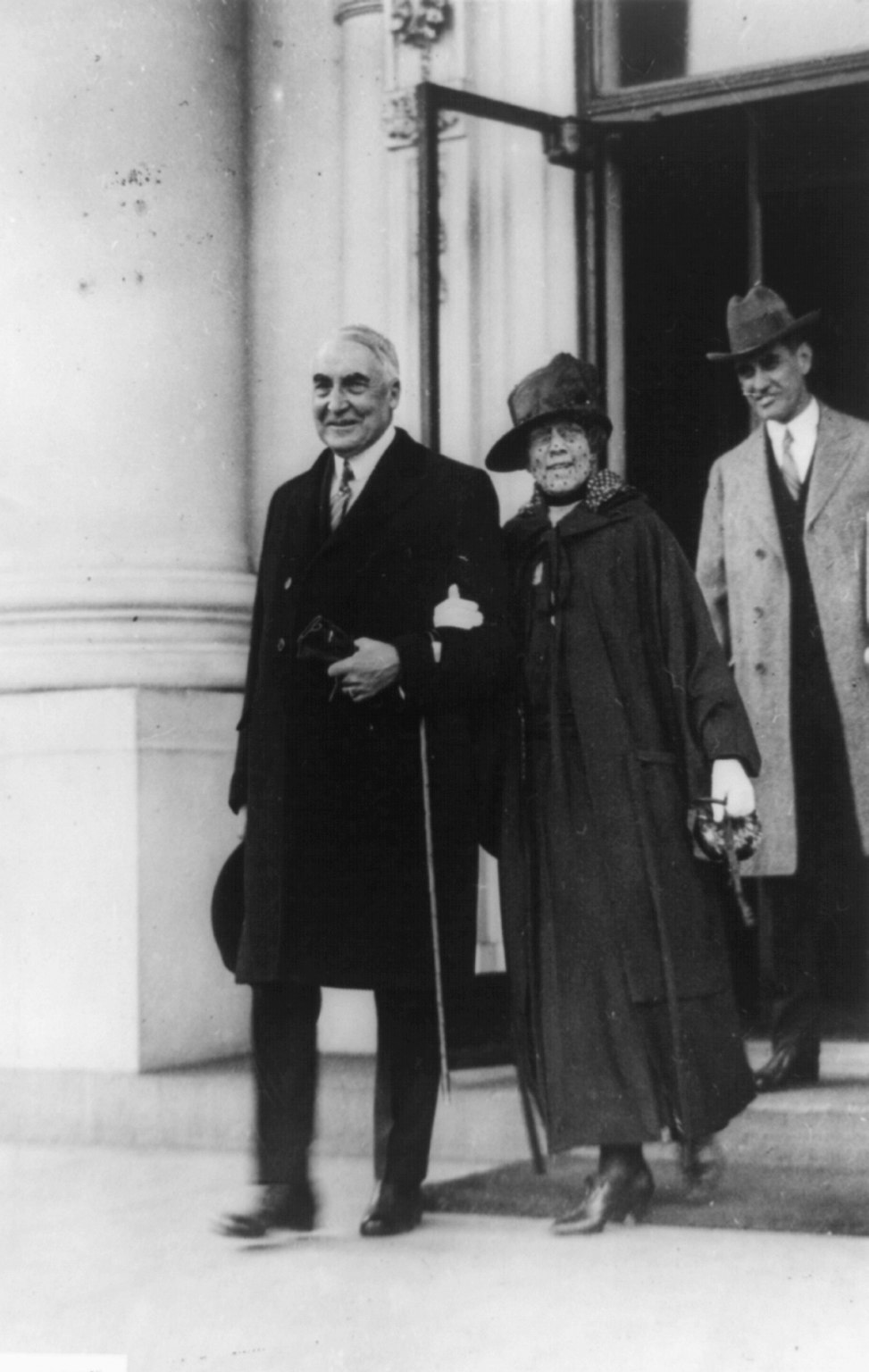
Warren en Florence Harding

Harding was een zoon van George Tyron Harding. Hij had zeven broers en zussen waarvan er twee als kind overleden aan geelzucht. Hij werd geboren in het gehucht Blooming Grove maar groeide op in het gehucht Caledonia. Harding huwde op 8 juli 1891 met Florence Kling, de dochter van een winkelier in Marion. Florence Kling raakte op haar negentiende zwanger van Henry De Wolfe. Het koppel, dat niet formeel gehuwd was, kreeg een zoon, Marshall. Het koppel scheidde en Florence trok met haar zoon terug in bij haar vader. Ze kwam aan de kost als pianolerares en ze leerde Harding kennen toen ze les gaf aan een van zijn zussen. Florence Kling was vijf jaar ouder dan Harding. Ze hielp Harding aanvankelijk bij de boekhouding van zijn uitgeverij en steunde hem later ook in zijn politieke carrière. Ze had een zwakke gezondheid; in 1905 werd een nier bij haar verwijderd. Harding zelf had aan het begin van zijn carrière enkele zenuwinzinkingen gehad, als gevolg waarvan hij in een sanatorium verbleef.
Harding had een jarenlange verhouding met Carrie Phillips, de vrouw van een ondernemer uit Marion. Deze affaire hing jarenlang als een zwaard van Damocles boven de politieke carrière van Harding. Phillips had alle liefdesbrieven van Harding bewaard en gebruikte dit om geld af te troggelen van Harding. Tijdens het presidentschap van Harding ontving Phillips een maandelijkse uitkering van de Republikeinse Partij. Bovendien was haar uitgesproken pro-Duitse houding een mogelijke bron van verlegenheid na het begin van de Eerste Wereldoorlog. In 1917 startte Harding een affaire met Nanna Popham ('Nan') Britton, een 31 jaar jongere vrouw. Hun onwettig kind, Elizabeth Ann Britton, werd ondergebracht bij de zus van Britton. In 1927 publiceerde Britton een boek, The President's Daughter,  waarin ze haar verhouding met de intussen overleden Harding onthulde, maar haar beweringen werden afgedaan als leugens. Pas in 2015 werd door een DNA-test bewezen dat Elizabeth Ann de dochter was van Harding.

## Reputatie
Harding was populair tijdens zijn presidentschap. Na zijn dood kreeg Harding echter de reputatie van een man zonder principes en van een marionet van machtige mannen achter de schermen. Verder werd hem zijn keuze van ministers en medewerkers verweten. Een aantal van de door hem gekozen medewerkers, de Ohio Gang genoemd, raakte verwikkeld in corruptieschandalen. Toch benoemde hij ook bekwame ministers: Charles Evans Hughes op Buitenlandse Zaken, Andrew Mellon op Financiën, Henry Wallace op Landbouw, James Davies op Sociale Zaken en Herbert Hoover op Economische Zaken. Ondanks de corruptiebeschuldigingen werd Harding geroemd voor zijn inzet voor burgerrechten voor Afro-Amerikanen en kwam er ook meer aandacht voor de verwezenlijkingen tijdens zijn korte ambtsperiode: ontwapeningsverdragen, belastingverlagingen, de economische groei en de spectaculaire krimp van de werkloosheid en het oplossen van de landbouwcrisis.